# Peter Munch Larsen
Peter Munch Larsen (født 30. oktober 1982) er en dansk fodbolddommer, der siden 2016/2017-sæsonen har dømt i den danske Superliga. Før oprykningen til Superligaen var han dommer i 1. og 2. division.
Peter Munch Larsen havde sin debut som Superliga dommer den 5. august 2016 i kampen mellem Silkeborg og Lyngby BK.
I sommeren 2019 blev Peter Munch Larsen igen rykket ned som divisions dommer.